# Simfrämjandet
Riksföreningen för simningens främjande, vanligen kallat Simfrämjandet, var 1935–1972 Svenska simförbundets propagandaorganisation som verkade för ökade badmöjligheter och utbredande av simkunnighet.
Simfrämjandet, som föreslogs 1933 av Harald Julin, stiftades 1935, handhade har Simborgarmärket och utgav tidningen Simfrämjaren, bedrev bland annat rådgivande verksamhet beträffande badanläggningar samt anordnat simlärarkurser och nybörjarkurser för vuxna. Bakom Simfrämjandets insats stod främst dess sekreterare, Sven Wallbom, och ordförande, Folke Bernadotte (båda sedan 1935).
Simfrämjandet Svenska Livräddningssällskapet sammanslogs 1 januari 1973 med Svenska Livräddningssällskapet till Svenska Livräddningssällskapet – Simfrämjandet.